# Horácio
Quinto Horácio Flaco, em latim Quintus Horatius Flaccus, (Venúsia, 8 de dezembro de 65 a.C. — Roma, 27 de novembro de 8 a.C.) foi um poeta lírico e satírico romano, além de filósofo. É conhecido por ser um dos maiores poetas da Roma Antiga.

## Vida
Filho de um escravo liberto, que possuía a função de receber o dinheiro público nos leilões, recebeu uma boa educação para alguém com suas origens sociais, graças aos recursos que seu pai conseguiu, levando-o para Roma onde foi discípulo de Orbílio Pupilo.
Seus estudos literários de Roma foram completados em Atenas, para onde foi, aos vinte anos.
Quando em 44 a.C. eclodiu a guerra civil que se seguiu ao assassinato de Júlio César, Horácio tomou partido daqueles que participaram da morte deste, Bruto e Cássio, servindo até a Batalha de Filipos onde, ao avizinhar-se a derrota, fugiu de volta para Roma.
Já sem o pai, que havia morrido, e tendo perdido todos os bens que este possuía, que foram confiscados, Horácio conseguiu um trabalho como escriturário, tendo assim ocasião de começar a escrever suas obras literárias.
Conhece então o poeta Virgílio, que o apresenta a Mecenas que, após nove meses, o convoca para integrar o círculo de artistas protegidos, tornando-se assim um dos poetas oficiais do estado, tendo a amizade a partir dali aumentado a tal ponto que o protetor deu-lhe de presente uma vila.
Eclodem, então, as lutas de Otaviano contra Cleópatra e Marco Antônio (32-30 a.C.), tomando então Horácio entusiasta partido do primeiro que, sagrando-se vitorioso em Ácio, dele recebeu exultação pela conquista.
Tendo início o Império, e Otaviano passando a chamar-se Augusto, tem início um período de paz que o poeta louvou, agradando ao imperador que, então, lhe oferece o cargo de secretário, sendo a oferta recusada.
Também recusa os pedidos de Mecenas e Augusto para que cantasse os feitos guerreiros, preferindo exaltar o papel de pacificador do governante, dedicando-se aos poemas curtos e com temas variados.
Segundo Enzo Marmorale, Horácio “era de baixa estatura, quase gordo, moreno, de cabelos pretos, e bom orador”; mesmo havendo jurado que não sobreviveria a Mecenas, sua morte deu-se a 27 de novembro de 8 a.C., meses após o falecimento do amigo, ao lado de quem foi sepultado no Esquilino.

## Filosofia Epicurista
Alguns de seus poemas são apontados como exemplos do impacto da filosofia epicurista na Roma Antiga. Não sendo um filósofo ele mesmo no sentido estreito do termo, ele se mostrou um filósofo ao não evitar o tema em seus poemas alguns temas epicuristas destacam-se em sua obra, como a importância em se aproveitar o presente (carpe diem) pelo reconhecimento da brevidade da vida e a busca pela tranquilidade (fugere urbem).

## Bibliografia

Saturae, 1577

### Livros
- (35 a.C.) Sermonum liber primus ou Sátira I
- (30 a.C.) Epodos
- (30 a.C.) Sermonum liber secundus ou Sátira II
- (23 a.C.) Carminum liber primus ou Odes I
- (23 a.C.) Carminum liber secundus ou Odes II
- (23 a.C.) Carminum liber tertius ou Odes III
- (20 a.C.) Epistularum liber primus
- (18 a.C.) Ars Poetica, ou Epístola aos Pisões
- (17 a.C.) Carmen Saeculare ou Canto secular
- (14 a.C.) Epistularum liber secundus
- (13 a.C.) Carminum liber quartus ou Odes IV